# سولومون غورسكي كان هنا (رواية)
سولومون غورسكي كان هنا (بالإنجليزية: Solomon Gursky Was Here)‏ هي رواية للكاتب الكندي مردخاي ريشلر، نشرت عام 1989، لأول مرة عن دار نشر فايكنغ بريس.